# Roncus puddui
Roncus puddui är en spindeldjursart som beskrevs av Volker Mahnert 1976. Roncus puddui ingår i släktet Roncus och familjen helplåtklokrypare. Inga underarter finns listade i Catalogue of Life.